# Georges Gorby
Georges Édouard Théodore Godeau connu sous le nom de scène Georges Gorby (né le 9 mars 1862 à Saujon et mort le 2 août 1948 à Nesles-la-Vallée) est un acteur français . Il a beaucoup tourné avec Max Linder.

## Filmographie
- 1909 : Max et la Doctoresse de Max Linder
- 1910 : Comment Max fait le tour du monde de Max Linder
- 1911 : Max victime du quinquina de Max Linder
- 1912 : Amour tenace de Max Linder
- 1913 : Max et le billet doux
- 1913 : Max fait des conquêtes
- 1913 : Max jockey par amour
- 1913 : Max n'aime pas les chats
- 1913 : Max virtuose
- 1913 : Un mariage imprévu
- 1914 : Les Escarpins de Max
- 1914 : Les Vacances de Max
- 1914 : Max et le Commissaire de Max Linder
- 1914 : Max illusionniste
- 1914 : Max pédicure
- 1915 : Le Hasard et l'Amour
- 1915 : Max asthmatique
- 1916 : Dormez, je le veux !
- 1916 : Vous n'avez rien à déclarer ?
- 1917 : La Conscience de Monsieur Cachalot
- 1919 : Madame et son filleul
- 1920 : Chouquette et son as
- 1920 : Les Femmes collantes
- 1920 : Prince embêté par Rigadin
- 1920 : Si jamais je te pince
- 1921 : Le Meurtrier de Théodore
- 1923 : Romain Kalbris de Georges Monca
- 1931 : Atout cœur de Henry Roussel